# Paul von Roth
Paul Rudolf von Roth, född 11 juli 1820 i Nürnberg, död 28 mars 1892 i München, var en tysk rättshistoriker, son till Friedrich von Roth. 
von Roth blev 1850 extra ordinarie professor i juridik i Marburg, 1853 ordinarie professor i Rostock, 1858 i Kiel och 1863 i München. Han vann ett berömt namn genom sina arbeten Geschichte des Benefizialwesens (1850), Feudalität und Unterthanenverband (1863) samt System des deutschen Privatrechts (tre band, 1880–86). Tillsammans med Adolf August Friedrich Rudorff, Johannes Merkel, Georg Bruns och Hugo Böhlau uppsatte han 1861 "Zeitschrift für Rechtsgeschichte". Han tillhörde 1874–89 den kommitté, som hade att granska första utkastet till en civillag för det tyska riket.